# Coccus schini
Coccus schini är en insektsart som först beskrevs av Cockerell 1893.  Coccus schini ingår i släktet Coccus och familjen skålsköldlöss. Inga underarter finns listade i Catalogue of Life.